# Fudbalski Klub Renova Džepčište
El FK Renova (en macedonio: ФК Ренова) es un equipo de fútbol de Macedonia del Norte que participa en la Primera División de Macedonia del Norte, principal liga de fútbol en el país.

## Historia
Fue fundado en el 2003 en la ciudad de Džepčište y su nombre se deriva de una escuela de fútbol fundada en el 2000. En la temporada 2009-10, ganaron la liga, convirtiéndose en el equipo más joven en ganarla.

## Rivalidad
El equipo fue fundado por albaneses de la ciudad de Džepčište, pero es de carácter multiétnico. sus mayores rivales son el KF Shkëndija, de aficionados de ascendencia albanesa y el FK Teteks, con aficionados de ascendencia macedonia.

## Palmarés
- Primera División de Macedonia del Norte: 1

2009/10
- Copa de Macedonia del Norte: 1

2011/12

## Participación en competiciones de la UEFA
| Temporada | Torneo                | Ronda            | Club              | Marcador     |  |
| --------- | --------------------- | ---------------- | ----------------- | ------------ |  |
| 2008      | Copa Intertoto        | 1                | HNK Rijeka        | 0–0, 2–0     |  |
| 2008      | Copa Intertoto        | 2                | Bnei Sakhnin      | 1–2, 0–1     |  |
| 2009/10   | UEFA Europa League    | Clasificatoria 1 | FC Dinamo Minsk   | 1–2, 1–1     |  |
| 2010/11   | UEFA Champions League | Clasificatoria 2 | AC Omonia         | 0–3, 0–2     |  |
| 2011/12   | UEFA Europa League    | Clasificatoria 1 | Glentoran FC      | 2–1, 1–2 (p) |  |
| 2012/13   | UEFA Europa League    | Clasificatoria 1 | AC Libertas       | 4–0, 4–0     |  |
| 2012/13   | UEFA Europa League    | Clasificatoria 2 | FC Gomel          | 0–2, 1-0     |  |
| 2015/16   | UEFA Europa League    | Clasificatoria 1 | FC Dacia Chisinau | 0–1, 1–4     |  |
| 2020/21   | UEFA Europa League    | Clasificatoria 1 | Alashkert         | 1–0          |  |
| 2020/21   | UEFA Europa League    | Clasificatoria 2 | Hajduk Split      | 0–1          |  |

## Entrenadores
Lista de entrenadores desde 2005:
- Gani Sejdiu (junio de 2005 – diciembre de 2005)
- Toni Jakimovski (diciembre de 2005 – junio de 2006)
- Zoran Smileski (julio de 2006 – noviembre de 2006)
- Vlatko Kostov (diciembre de 2006 – noviembre de 2007)
- Bylbyl Sokoli (noviembre de 2007 – junio de 2008)
- Vlatko Kostov (julio de 2008 – junio de 2010)[4]
- Nexhat Shabani (julio de 2010 – noviembre de 2010)
- Bylbyl Sokoli (noviembre de 2010 – julio de 2011)[5]
- Bujar Islami (julio de 2011 – agosto de 2011)
- Vlatko Kostov (agosto de 2011 – agosto de 2012)[6]
- Qatip Osmani (agosto de 2012 – junio de 2017)
- Vlatko Kostov (junio de 2017 – abril de 2018)
- Agron Memedi & Kushtrim Abdulahu (abril de 2018 – junio de 2018)
- Jeton Beqiri (junio de 2018 – septiembre de 2018)[7]
- Nikola Ilievski (octubre de 2018 – junio de 2019)
- Bujar Islami (julio de 2019 –)

## Jugadores

### Jugadores destacados
- Nermin Fatić
- Adin Mulaosmanovic
- Genc Iseni
- Argjend Bekjiri
- Besart Ibraimi
- Dimitrija Lazarevski
- Igor Savevski
- Ivan Stanković
- Patrick Mevoungou
- Abdoulaye Sileye Gaye